# Dora Tuynman
Dorothée (Dora) Tuynman (Montpellier, 13 april 1926 - Deventer, 11 juli 1979) was een Nederlandse kunstenaar en ontwerper.
Tot 1957 schilderde Dora overwegend landschappen en tuinen in sterk geabstraheerde vorm. Vanaf 1958 komen daar geabstraheerde menselijke gestalten bij en nog later laat ze figuratie achter zich. In New York schilderde ze zeer grote doeken in een fel abstract-expressionistische stijl en in grote dikke verfklodders. Vanaf 1970 keren er figuratieve elementen in haar werk terug.
Tuynman presenteerde zich nooit als behorend tot de Cobra-beweging. Dat zou ook niet gekund hebben, want Cobra-kunstenaars onder wie Corneille weigerden vrouwen tot Cobra te rekenen, zoals vooral Lotti van der Gaag heeft ondervonden. Niettemin is Tuynmans werk onmiskenbaar verwant met Cobra. Ze toont echter in haar verschillende periodes een heel eigen gezicht ten opzichte van de Cobra-kunstenaars. Postuum wordt ze algemeen tot Cobra gerekend.

## Biografie

### Jeugd en opleiding
Tuynman werd geboren in Montpellier. Ze was dochter van Helena (Leen) Jacoba Verhoeven en Gerardus (Gerrit) Willem Tuynman. Haar vader, architect en bouwkundig tekenaar, was daar werkzaam als kunstenaar (vooral als portretschilder) en timmerman. Beide ouders overleefden hun dochter. Broer Pierre Tuynman (1929-2016) werd bekend neerlandicus.
In 1931 ging het gezin terug naar Nederland. Tijdens de Tweede Wereldoorlog woonde het gezin in Wilp. Tuynman ging naar het gymnasium in Deventer waar ze in 1943 eindexamen deed (bèta). In 1945 verhuisde ze met haar ouders en broers en zussen naar Amsterdam waar ze ging studeren aan het Instituut voor Kunstnijverheidsonderwijs, de latere Gerrit Rietveld Academie. Voor de Rijksacademie deed ze in 1948 toelatingsexamen maar werd afgewezen.

### Parijs en New York
In 1949 vertrok Tuynman naar Parijs. Op uitnodiging van Karel Appel verkreeg ze al snel een atelier in een voormalig huidenpakhuis aan de Rue Santeuil waar een voornamelijk Nederlandse kunstenaarskolonie was gevestigd. Tuynman richtte haar atelier (illegaal) ook als woning in. Ze bleef er wonen tot 1961 en hield het atelier aan tot 1963. Bram Bogart, Lotti van der Gaag, Kees van Bohemen en Corneille waren onder diverse anderen haar langjarige medebewoners. Vanaf 1954 woonde Tuynman in het atelier samen met Lambert Terbrack, hoboïst (en later muziekuitgever). In 1957 trouwden ze. Tuynman was al weg uit het atelier toen in 1964 de (echtscheiding) werd uitgesproken.
Tuynman verkreeg in 1954 een studietoelage van een jaar van de Franse regering op aanbeveling van Fernand Léger. Een expositie in november van hetzelfde jaar in de Club des Quatre-Vents leidde tot een hoopgevende doorbraak. Père Laval O.P., directeur van de “art sacré” beweging van de Dominicanen, wierp zich op als haar ontdekker en promootte Tuynman onder zijn ordeleden en anderen. Het leidde tot tientallen aankopen van schilderijen en gouaches in enkele maanden. 
In de jaren erna exposeerde ze onder meer in de galeries van Raymond Creuze en van Iris Clert en de Galerie Orient-Occident. Wim Beeren, destijds assistent-conservator van het Haags Gemeentemuseum, organiseerde in 1957 een tentoonstelling van het werk van Tuynman in Kunstzaal Plaats in Den Haag. De documentairemaker Jean-Marie Drot maakte een documentaire over Tuynman die in december 1955 op de Franse nationale televisie werd uitgezonden. In 1958 had het Stedelijk Museum van Amsterdam een werk van haar aangekocht. 
Op uitnodiging van Riek Kilsdonk-Tuijnman, modeontwerper in New York en Dora’s tante, ging ze in 1961-1962 negen maanden naar New York waar ze een atelier tot haar beschikking kreeg.

### Terug in Nederland
Terug in Nederland, in 1963, ging Tuynman eerst in Den Haag wonen en vanaf 1970 in Amsterdam. Ze ging door met schilderen en maakte daarnaast in opdracht van architect Wouter van de Kuilen sr grote reliëfs in metselwerk in Emmen, Emmeloord, Dronten en Hoorn en een monumentaal schilderwerk in Emmen. De twee werken in Emmen en die in Emmeloord werden later vernietigd tijdens verbouwingen of door afbraak. Ook voor de architecten Mastenbroek en Meyerink maakte ze grote reliëfs.
In 1979 maakte Tuynman na een langdurige depressie een einde aan haar leven.

## Postume tentoonstellingen
In 1991 kreeg ze een postuum eerbetoon door een expositie in het Stedelijk Museum Schiedam, waarbij tevens werd geconstateerd dat zij en haar werk al grotendeels vergeten waren. 
Een kleine tentoonstelling van het werk van Tuynman was er in 1997 in Galerie Tripgemaal van Thom Mercuur in Gersloot bij Heerenveen. Paul Steenhuis schreef hierover in het NRC-Handelsblad dat de schilderijen van “Cobra-vrouw Tuynman nog fris en levend” waren.
Tuynman was vertegenwoordigd in de tentoonstelling “Van Gogh tot Cremer: Nederlandse kunstenaars in Parijs,” in Museum de Fundatie Zwolle, in 2014.
In 2019 nam het Cobra Museum in Amstelveen werk van Tuynman op in de tentoonstelling “Nieuwe Nuances” over acht vrouwelijke kunstenaars “in en rondom Cobra.”
Museum Jorn (Silkeborg, Denemarken) presenteerde in 2021 een tentoonstelling gewijd aan negentien vrouwen in en rondom Cobra, onder wie Dora Tuynman.
Werk van Dora Tuynman was ook te zien in de grote tentoonstelling “Grenzeloos en vrij. Van Appel tot Basquiat” in 2023, gewijd aan de 75e verjaardag van de internationale Cobra-beweging, in het Cobra Museum. 
In Museum Cobra vindt van 22 maart tot 15 juni 2025 de eerste overzichtstentoonstelling van het werk van Dora Tuynman plaats: “Dora Tuynman, Parijs, New York, Amsterdam.” Curator van de tentoonstelling is Pim Arts.

## Werk in openbare verzamelingen
Werk van Dora Tuynman in openbare verzamelingen is onder meer aanwezig in Museum Belvédère, het Stedelijk Museum Schiedam en de Rijksdienst voor Cultureel Erfgoed. 
- Biografisch Portaal: 47812996
- Gemeinsame Normdatei: 1227907664
- International Standard Name Identifier: 0000 0003 9580 1320
- Nederlandse Thesaurus van Auteursnamen: 087311925
- RKD-Nederlands Instituut voor Kunstgeschiedenis: 78579
- Union List of Artist Names: 500355485
- Virtual International Authority File: 290580703
- WorldCat: E39PBJwtpmfQMHYgT3HMxfTvHC